# Mattmartjärnen
Mattmartjärnen är en sjö i Åre kommun i Jämtland och ingår i Indalsälvens huvudavrinningsområde. Sjön har en area på 0,527 kvadratkilometer och ligger 295,2 meter över havet. Sjön avvattnas av vattendraget Mörtån.

## Delavrinningsområde
Mattmartjärnen ingår i det delavrinningsområde (702228-140442) som SMHI kallar för Utloppet av Mattmartjärnen. Medelhöjden är 324 meter över havet och ytan är 7,62 kvadratkilometer. Räknas de 9 avrinningsområdena uppströms in blir den ackumulerade arean 68,57 kvadratkilometer. Mörtån som avvattnar avrinningsområdet har biflödesordning 2, vilket innebär att vattnet flödar genom totalt 2 vattendrag innan det når havet efter 267 kilometer. Avrinningsområdet består mestadels av skog (52 procent) och jordbruk (22 procent). Avrinningsområdet har 0,5 kvadratkilometer vattenytor vilket ger det en sjöprocent på 6,6 procent.